# Hold Me in Your Arms
Hold Me in Your Arms è il secondo album in studio del cantante britannico Rick Astley, pubblicato nel 1988.

## Tracce
1. She Wants to Dance with Me – 3:14
2. Take Me to Your Heart – 3:27
3. I Don't Want to Lose Her – 3:31
4. Giving Up on Love – 4:01
5. Ain't Too Proud to Beg (cover dei Temptations) – 4:19 (Whitfield/Holland)
6. Till Then (Time Stands Still) – 3:14
7. Dial My Number – 4:09
8. I'll Never Let You Down – 3:55
9. I Don't Want to Be Your Lover – 3:58
10. Hold Me in Your Arms – 4:32